# اورا، نیو ساوت ولز
اورا (به انگلیسی: Oura) یک شهرک در استرالیا است که در نیو ساوت ولز واقع شده‌است.